# スティーブン・ジャクソン (アメリカンフットボール)
スティーブン・ジャクソン（Steven Jackson 1983年7月22日- ）はネバダ州ラスベガス出身の元アメリカンフットボール選手。現役時代のポジションはランニングバック。ナショナル・フットボール・リーグ (NFL) のNFC西地区に所属するセントルイス・ラムズ等でプレーしていた。2005年から2012年まで8シーズン連続で1000ヤードラッシャーとなっている。

## 経歴

### プロ入りまで
アメリカ海兵隊に所属し、ベトナム戦争帰りの父親とブラックジャックのディーラーを務めていた母親の間にラスベガスで生まれた。姉2人の3人兄弟の一番下として育った彼は規律のあるしつけを受けて、午前9時過ぎまで寝坊することは許されなかった。
高校時代からランニングバックとしてプレーした彼は3年間で6,396ヤードを走り81タッチダウンをあげた。3年次には州の決勝まで進んだが敗れている。これらの活躍で2011年にネバダ州南部のスポーツ殿堂入りを果たした。
GPAが3.8あった彼はダートマス大学のようなアイビー・リーグ校からもオファーを受けたが、NFL選手になる夢を実現させるためにオレゴン州立大学に進学した。大学で3年間で36試合に出場、743回のキャリーで3,625ヤード、平均4.9ヤードを走った。また66回のキャッチで680ヤードを獲得、6タッチダウン、キックオフリターンで7回の240ヤードをリターン、1タッチダウンをあげ、オールパーパスヤードで大学歴代2位の4,545ヤードを獲得、大学歴代3位の276得点をあげた。
大学2年次にはパシフィック・テン・カンファレンストップの1,690ヤードを走った。3年次には350回のキャリーで1,545ヤードを走り、19タッチダウン、44回のキャッチで470ヤードを獲得、3タッチダウンをあげた。1シーズンのオールパーパスヤード2,015ヤードは大学記録となった。

### NFL

#### セントルイス・ラムズ
ドラフト前、多くのチームがジャクソンに関心を寄せたが、大学の最終年に負った膝のけがが注目された。NFLコンバインでは40ヤード走で4.45秒に終わった。
2004年のNFLドラフト1巡全体24位、その年のドラフトでRBとしては最初にセントルイス・ラムズに指名された。そして7月30日に5年間700万ドル（205万ドルのサインボーナスを含む）の契約を結び入団した。
1年目はマーシャル・フォークの控えとして限定された出場機会しか与えられず、134回のキャリーで673ヤードを走り4タッチダウン、19回のキャッチで189ヤードを獲得した。
2年目の2005年、高齢のフォークに代わって先発RBとなった。この年254回のキャリーで1,046ヤードを走り8タッチダウン、43回のキャッチで320ヤード、2タッチダウンをあげた。
パスオフェンスを重視したマイク・マーツヘッドコーチが退団し、ミネソタ・バイキングスのオフェンスコーディネーター、スコット・リネハンが後任ヘッドコーチに就任した3年目の2006年からはチームの攻撃の中心となり、346回のキャリーで1,528ヤードを走り13タッチダウン、90回のキャッチで806ヤード、3タッチダウン、ラン・レシーブ合計で2,334ヤードを獲得、プロボウルに選ばれた。

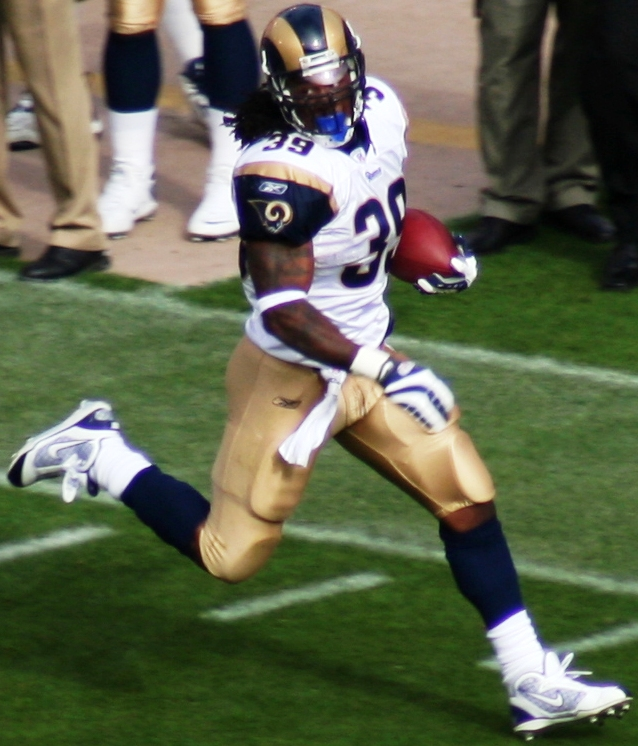
2007年11月18日、ナイナーズ戦でのジャクソン

2007年は9月23日のタンパベイ・バッカニアーズ戦で足の付け根を痛めたため4試合に欠場、12試合に出場し、1,002ヤードを走り5タッチダウン、38回のキャッチで271ヤード、1タッチダウンをあげた。
2008年シーズン開幕前、トレーニングキャンプをホールドアウトし、8月21日チームと5年間4930万ドル（2100万ドルの保障）で契約を延長した。第4週のバッファロー・ビルズ戦ではラン24回で110ヤードを走り、5回のキャッチで78ヤードを獲得、1タッチダウンをあげたがチームは敗れた。太ももを痛めて第8週のニューイングランド・ペイトリオッツ戦、第10週から第12週まで3週間連続で欠場した。最終週のアトランタ・ファルコンズ戦では161ヤードを走り2タッチダウンをあげたが、チームは2勝14敗の成績に終わった。
2009年は開幕から連敗続きのチームで唯一活躍を見せて10月25日のインディアナポリス・コルツ戦では134ヤードを獲得、この年第16週のアリゾナ・カージナルス戦は欠場したものの、5年連続となる1000ヤードラッシャーとなり、プロボウルに選ばれたが背中を痛めているため出場を辞退、フランク・ゴアが代役となった。
2010年4月初旬に椎間板ヘルニアの手術を受けた。10月24日のタンパベイ・バッカニアーズ戦でエリック・ディッカーソンが持っていた7,245ヤードを抜き、チームの歴代リーディングラッシャーとなったが左手薬指を骨折した。勝てばプレーオフ出場となる第17週のシアトル・シーホークス戦では11回のランで45ヤードの獲得に終わりチームは敗れた。この年、1241ヤードを走り6年連続となる1000ヤード超えを達成、プロボウルに選ばれている。
2011年のフィラデルフィア・イーグルスとの開幕戦でタッチダウンをあげた際に足を痛めて退場した。この怪我により第2週のニューヨーク・ジャイアンツとのマンデーナイトフットボールを欠場した。
2012年10月、契約最終年にあたる2013年シーズンには700万ドルの年俸を受け取る契約が結ばれているが、これを破棄するかもしれないことが報道されている。12月16日のミネソタ・バイキングス戦でNFL史上27人目の通算10,000ヤードラッシャーとなった。12月30日のシアトル・シーホークス戦でキャリア8度目のシーズン1000ヤードラッシャーとなった。この年1,042ヤードを走り、4TDをあげた。

#### アトランタ・ファルコンズ
2013年2月、ラムズはジャクソンとの契約最終年の契約を解除、フリーエージェントとなり、自由に移籍先を探せるようになった。3月14日、ジャクソンはアトランタ・ファルコンズと3年1200万ドル（400万ドルの保証）で契約を結んだ。この年シーズン序盤に太ももを故障して4試合に欠場、キャリアワーストの543ヤードのランに終わった。
2014年も707ヤードのランに終わり、2015年2月26日、ファルコンズから解雇された。

#### ニューイングランド・ペイトリオッツ
2015年12月21日にニューイングランド・ペイトリオッツと契約した。デンバー・ブロンコスとのAFCチャンピオンシップゲームでは、キャリアで初めてプレーオフでタッチダウンを挙げた 。

#### 現役引退
2019年7月29日にロサンゼルス・ラムズと1日契約を結び、現役を引退した。

## 人物
サイズ、スピード、パワー、スタミナを兼備しており、パスキャッチにも優れている。
2006年にファンとのチャットで、マイク・マーツヘッドコーチのプレイブック（NFLで最も分厚いと噂されている）について、非常に学ぶのが大変でルーキーシーズンに8週から9週間かけて覚えこんだと語った。またNFLで最もハードヒットをする選手としてアリゾナ・カージナルスのエイドリアン・ウィルソンをあげた。EAスポーツのマッデン08のカバープレイヤー（マッデンの呪いと呼ばれるジンクスでカバーを飾った選手にトラブルが起きる。）としてのオファーがあった場合、受けるか質問されてノーと答えた。
2011年にNFLネットワークが行った選手間投票「トップ100プレイヤー2011」で38位にランクされた。これについてラムズOBのマーシャル・フォークはスピードがあり、パワフルラン、レシーブ能力も持つ彼はもっと高順位にランクされるべきであると語った。